# 青年共产主义联盟 (古巴1928年)
青年共產主義聯盟（西班牙語：Liga Juvenil Comunista，缩写为LJC）是古巴历史上的一个青年组织，为1925年成立的古巴共产党的青年翼。该组织成立於1928年。1933年，该组织约有5000名成員。
该组织是青年共產國際的成员。